# Многоцветни пасуљ
Многоцветни пасуљ (Phaseolus coccineus) вишегодишња је зељаста биљка из рода Phaseolus, која припада породици бобова (Fabaceae). Води порекло из планинских подручја Централне Америке. На језику наватл познат је и као ајокотл (ayocotl).
Иако се примарно узгаја због својих нутритивних вредности, због јарко црвених и атрактивних цветова често се узгаја и као декоративна биљка. 

## Опис таксона
Многоцветни пасуљ води порекло из планинских подручја Централне Америке. Познат је по својим јарко црвеним цветовима и вишебојном семену, иако постоје неки варијетети са белим цветовима и белим семеном. Врежа може да нарасте и преко 3 метра у дужину.
У поређењу са обичним пасуљом, многоцветни пасуљ је вишегодишња зељаста врежа са гомољастим корењем. Специфичан је и по томе што његови котиледони листићи остају у земљи током клијања (хипогеично клијање). Плодови су махуне, зелене боје, а у неколико варијетета махуне су љубичасте боје (сорта 'Aeron Purple Star').
Као и све врсте пасуља и семе многоцветног пасуља садржи токсични протеин фитохемаглутинин због чега је њихова конзумација могућа само након термичке обраде. 
- Зелене махуне
- Семе сорте 'Scarlet Emperor'
- Шпанска једнобојна сорта 'Judión de la Granja'